# Marijo Marić
Marijo Marić (Heilbronn, 12 gennaio 1977) è un allenatore di calcio ed ex calciatore croato con cittadinanza tedesca, di ruolo attaccante.

## Biografia
Ha un fratello maggiore, Tomislav, anch'egli ex calciatore.